# Johann Friedrich Wagner (Maler)

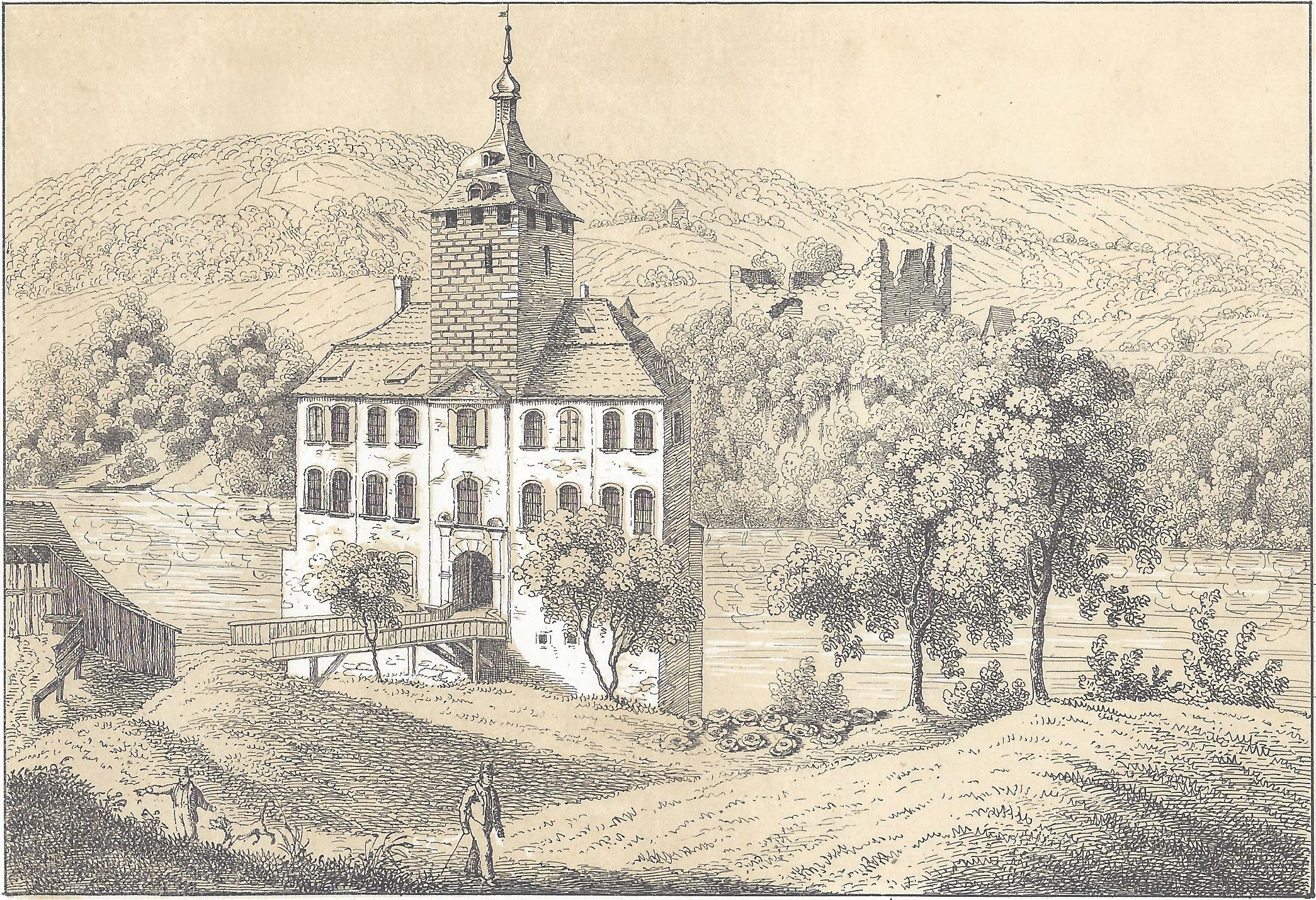
Johann Friedrich Wagner: Wasserstelz im Aargau, 1840

Johann Friedrich Wagner (* 11. Juli 1801 (Taufdatum) in Stuttgart; † nach 1850 in Amerika) war ein deutscher Maler, Zeichner und Lithograf.

## Leben
Johann Friedrich Wagner wurde 1801 in Stuttgart geboren. 1834 ließ er sich als Landschaftsmaler in Bern nieder. Nach der Heirat mit der Bürgertochter Johanna Ziegler eröffnete er dort ein Lithographisches Atelier und veröffentlichte Einzelblätter und  lithographische Serien. 1850 wanderte er nach Nordamerika aus. Das weitere Schicksal ist unbekannt. Von besonderem bauhistorischem Interesse sind die unvollständigen Ansichten von Schweizer Burgen und Schlössern, die ab 1840 lose zu Lieferungen mit zehn Blättern in einem blauen Karton mit Begleittexten erschienen. Bis zum Juli 1842 erschienen 120 Ansichten.

## Lithographische Serien
- Carl Adolf Otth: Esquisses africaines, dessinées pendant un voyage à Alger et lithographiées par Adolphe Otth. 30 lithographische Tafeln und Porträt. J. F. Wagner, Lithographisches Atelier, Bern 1838.
- Ansichten von schweizerischen Burgen, Schlössern und Ruinen nach der Natur gezeichnet. J. F. Wagner, Lithographisches Atelier, Bern 1840.
- Ansichten sämmtlicher Burgen, Schlösser und Ruinen der Schweiz. J. F. Wagner, Lithographisches Atelier, Bern 1840–1844 (Digitalisat Hathitrust)
- Adolf v. Graffenried, Ludwig v. Stürler (zus. mit Lithographieanstalt von J. F. Wagner): Schweizerische Holzconstruktion. Architecture Suisse, ou choix de maisons rustiques des alpes du canton de Berne. Bern 1844. (Grossfoliant im Mehrfarbendruck. In Bibliotheken der bedeutendsten Architekturschulen Europas.)[1]
- Franziska Möllinger: Daguerrotypirte Ansichten der Hauptstädte und der schönsten Gegenden der Schweiz. Selbstverlag, 1844.[2][3]